# Ряшківська сільська рада
Ря́шківська сільська́ ра́да — адміністративно-територіальна одиниця та орган місцевого самоврядування у Прилуцькому районі Чернігівської області. Адміністративний центр — село Ряшки.

## Загальні відомості
Ряшківська сільська рада утворена у 1947 році.
05.02.1965 Указом Президії Верховної Ради Української РСР передано сільради Ічнянського району: Обичівську та Ряшківську  — до складу Прилуцького району.
- Територія ради: 57,87 км²
- Населення ради: 896 осіб (станом на 2001 рік)

## Населені пункти
Сільській раді підпорядковані населені пункти:
- с. Ряшки
- с. Оникіївка

## Склад ради
Рада складається з 12 депутатів та голови.
- Голова ради: Чебакова Світлана Миколаївна
- Секретар ради: Харченко Сергій Миколайович

### Керівний склад попередніх скликань
| Прізвище, ім'я, по батькові  | Основні відомості                                                 | Дата обрання | Дата звільнення |
| ---------------------------- | ----------------------------------------------------------------- | ------------ | --------------- |
| Чебакова Світлана Миколаївна | Сільський голова, 1961 року народження, освіта вища, позапартійна | 26.03.2006   | 31.10.2010      |
| Чебакова Світлана Миколаївна | Сільський голова, 1961 року народження, освіта вища, позапартійна | 31.10.2010   |                 |

Примітка: таблиця складена за даними сайту Верховної Ради України

### Депутати
За результатами місцевих виборів 2010 року депутатами ради стали:

#### За суб'єктами висування
| Суб'єкт висування            | Кількість обраних депутатів | %    |
| ---------------------------- | --------------------------- | ---- |
| Партія регіонів              | 6                           | 50   |
| Самовисування                | 5                           | 41,7 |
| Соціалістична партія України | 1                           | 8,3  |

#### За округами
| № округу                     | Прізвище, ім'я, по батькові     | Дата визнання обраним | Освіта             | Партійна приналежність             | Відомості про обраного депутата                                |
| ---------------------------- | ------------------------------- | --------------------- | ------------------ | ---------------------------------- | -------------------------------------------------------------- |
| Партія регіонів              |                                 |                       |                    |                                    |                                                                |
| 7                            | Харченко Сергій Миколайович     | 01.11.2010            | вища               | позапартійний                      | Ряшківська сільська рада, секретар                             |
| 8                            | Охріменко Наталія Володимирівна | 01.11.2010            | середня спеціальна | член Партії регіонів               | Продовольчий магазин «Юлія», продавець                         |
| 9                            | Ілляшик Станіслав Миколайович   | 01.11.2010            | середня спеціальна | член Партії регіонів               | СМГ «Вепр», єгер                                               |
| 10                           | Горбач Надія Миколаївна         | 01.11.2010            | середня спеціальна | член Партії регіонів               | пенсіонер                                                      |
| 11                           | Сурай Андрій Андрійович         | 01.11.2010            | середня            | позапартійний                      | ТОВ АФ «Надія», завідувач складу                               |
| 12                           | Боровець Віктор Анатолійович    | 01.11.2010            | середня            | позапартійний                      | Підстанція «Ряшки», електромонтер                              |
| Соціалістична партія України |                                 |                       |                    |                                    |                                                                |
| 2                            | Бутенко Наталія Анатоліївна     | 01.11.2010            | середня            | член Соціалістичної партії України | Вузол зв'язку, поштар                                          |
| Самовисування                |                                 |                       |                    |                                    |                                                                |
| 1                            | Курдась Ольга Олександрівна     | 01.11.2010            | середня            | позапартійна                       | пенсіонер                                                      |
| 3                            | Василенко Надія Петрівна        | 01.11.2010            | вища               | позапартійна                       | Прилуцький районний територіальний центр, соціальний працівник |
| 4                            | Оніщенко Анатолій Григорович    | 01.11.2010            | середня спеціальна | позапартійний                      | тимчасово не працює                                            |
| 5                            | Братель Ольга Іванівна          | 01.11.2010            | вища               | позапартійна                       | тимчасово не працює                                            |
| 6                            | Мариніч Віталій Петрович        | 01.11.2010            | вища               | позапартійний                      | пенсіонер                                                      |